# Jack T. Collis
Jack T. Collis (* 12. Januar 1923 in Los Angeles, Kalifornien; † 1. Februar 1998 ebenda) war ein US-amerikanischer Szenenbildner und Artdirector.

## Leben
Collis begann seine Karriere im Filmstab 1955. Bis Ende der 1950er Jahre hatte er an einem Dutzend Spielfilmen und zahlreichen Fernsehproduktionen mitgewirkt. In den 1960er Jahren war er hauptsächlich für das Fernsehen tätig, unter anderem an den Fernsehserien Abenteuer unter Wasser und Batman. Mit Beginn der 1970er Jahre erhielt er Engagements bei großen Hollywoodproduktionen wie Calahan, Der letzte Tycoon und Exorzist II – Der Ketzer. Für Elia Kazans Literaturverfilmung Der letzte Tycoon war er 1977  zusammen mit Gene Callahan und Jerry Wunderlich für den Oscar in der Kategorie bestes Szenenbild nominiert, die Auszeichnung ging in diesem Jahr jedoch an Die Unbestechlichen.
Bis Anfang der 1990er Jahre arbeitete Collis an zahlreichen weiteren erfolgreichen Filmen, darunter Star Trek IV: Zurück in die Gegenwart, Running Man und In einem fernen Land.

## Filmografie (Auswahl)
- 1957: Rebell der roten Berge (War Drums)
- 1958: Die Hexenküche des Dr. Rambow (Frankenstein 1970)
- 1970: Der Delta Faktor (The Delta Factor)
- 1970: McGee, der Tiger (Darker than Amber)
- 1973: Save the Tiger
- 1973: Calahan (Magnum Force)
- 1976: Der letzte Tycoon (The Last Tycoon)
- 1977: Exorzist II – Der Ketzer (Exorcist II: The Heretic)
- 1979: Reichtum ist keine Schande (The Jerk)
- 1980: Long Riders (The Long Riders)
- 1981: Ich brauche einen Erben (Paternity)
- 1982: Nightshift – Das Leichenhaus flippt völlig aus (Night Shift)
- 1983: Die schrillen Vier auf Achse (National Lampoon’s Vacation)
- 1984: Splash – Eine Jungfrau am Haken (Splash)
- 1985: Cocoon
- 1986: Crossroads – Pakt mit dem Teufel (Crossroads)
- 1986: Star Trek IV: Zurück in die Gegenwart (Star Trek IV: The Voyage Home)
- 1987: Running Man (The Running Man)
- 1989: Ruf nach Vergeltung (Next of Kin)
- 1991: Flug durch die Hölle (Flight of the Intruder)
- 1992: In einem fernen Land (Far and Away)

## Auszeichnungen (Auswahl)
- 1977: Oscar-Nominierung in der Kategorie Bestes Szenenbild für Der letzte Tycoon